# Sjalhomo
Sjalhomo was een joodse homobeweging in Nederland, actief van 1980 tot 2002. De groep was een minder religieuze variant op vergelijkbare organisaties in de VS. De leden organiseerden sociale en culturele activiteiten voor joodse homoseksuele mannen en vrouwen en verkregen daarmee internationale bekendheid.
Hoewel Sjalhomo niet meer bestaat, blijven de joodse homo's actief binnen de Nederlandse LGBTQIA+-gemeenschap. Sommige voormalige leden hebben zich aangesloten bij Beit Ha'Chidush. Tijdens de Canal Parade in 2010 voer dankzij deze organisatie voor het eerst een joodse boot mee. Tijdens de Canal Parade van 2014 trok hun boot zelfs de aandacht van de Britse cabaretier Stephen Fry, die naar de joodse homo's tweette: "as one of each, I wish I could be there".

## Geschiedenis

### Van de Verenigde Staten naar Nederland
De joodse homobeweging Sjalhomo werd opgericht in 1980 door Jonathan van Amersfoort. Inspiratie voor de beweging had Van Amersfoort opgedaan tijdens een reis in de Verenigde Staten, waar hij in contact was gekomen met een groep joodse homoseksuelen.
De Nederlandse groep verschilde wel van de Amerikaanse groepen. Terwijl de Amerikaanse groepen religieus waren en vaak een eigen homoseksuele synagoge hadden, richtte Sjalhomo zich meer op politieke en sociale kwesties. Voor veel leden van Sjalhomo was het joods-zijn ook geen religie, maar een cultuur. Zij waren dan ook vaak geen lid van een kerkgenootschap. Daarnaast wilde de Nederlandse groep zich niet afsluiten voor andere joodse of homo-organisaties. Sjalhomo streefde juist naar integratie binnen de joodse gemeenschap.
Oprichter Van Amersfoort was vóór zijn reis naar de VS al lid van de Nederlandse homo-organisatie COC, maar pas na zijn reis 'uit de kast' over zijn joodse identiteit. Zoals veel joden van de naoorlogse generatie was hem meegegeven dat je je joodse identiteit zoveel mogelijk geheim moest houden om anoniem te blijven. "Op het COC moet ik mijn Joods deel wegstoppen, bij de Joden kan ik geen homo zijn."
Bij Sjalhomo konden deze twee identiteiten wel samen bestaan en elkaar aanvullen. Veertien jaar na de oprichting bleken veel leden deze ervaring te delen. Zo zei lid Vic Jacobs: "Buiten Sjalhomo vond ik het alleen maar vervelend joods te zijn. Mede door Sjalhomo is mijn cultuur- en historisch besef gegroeid". Niet alle leden waren tevreden met de Nederlandse variant op de joodse homo-organisatie. In 1995 splitsten drie leden zich af om Beit Ha'Chidush op te richten, een homoseksuele synagoge naar de Amerikaanse stijl.

### Genderrollen
Bijzonder aan Sjalhomo was ook dat het vanaf dag één een groep was met leden van verschillende genders. In groepen in andere landen waren de vrouwen en mannen vaak gescheiden. In Londen was er bijvoorbeeld een aparte groep voor lesbische joden: Dyke Sabbath. In sommige landen, zoals Israël, waren de organisaties formeel gezien gemixt, maar trokken ze vooral mannelijke leden aan.
In de eerste jaren van Sjalhomo bleek dat traditionele genderrollen sterk aanwezig waren tijdens samenkomsten. Terwijl de mannen zich bezighielden met bestuurstaken, brachten de vrouwen drinken en eten rond. De vrouwen kregen hier uiteindelijk genoeg van en besloten een vrouwengroep op te richten en hun eigen bijeenkomsten te organiseren.
Hierdoor ontstond de zogenoemde Boterkoekoorlog. De mannen en vrouwen van Sjalhomo zijn twee jaar uit elkaar gegaan, zodat de mannen huishoudelijke taken konden leren zoals boterkoek bakken, terwijl de vrouwen zich juist op bestuurstaken konden storten. Hierna werd Sjalhomo weer herenigd als een groep met mannen en vrouwen, maar nu waren de taken gelijk verdeeld.

### Internationale invloed
In 1983 sloot Sjalhomo zich aan bij de wereldorganisatie World Congress of Gay and Lesbian Jewish Organisations. Deze organisatie hield elke twee jaar een congres, steeds in een ander land.
In 1987 organiseerde Sjalhomo het wereldcongres in Amsterdam, dat werd bezocht door leden van groepen uit Amerika, Canada, Engeland, Australië, Israël en veel Europese landen. Tijdens het congres konden bezoekers workshops bijwonen met een scala aan thema's, van aids en uit de kast komen tot de gevolgen van de Holocaust.
Tijdens het congres in Amsterdam was duidelijk te zien dat het joods-zijn in Europa anders beleefd werd dan in de VS. Van de 150.000 joden die Nederland voor het uitbreken van de oorlog had geteld, hadden er slechts 30.000 de Holocaust overleefd. Na de oorlog hielden sommige families hun identiteit ook verborgen, zelfs voor hun kinderen. Zo werden veel mensen later in hun leven plots geconfronteerd met een joodse identiteit. Waar in de VS het homo-zijn ingewikkelder was, bleek dat Nederlandse congresbezoekers vaak juist in de knoop zaten met hun joods-zijn.
Sjalhomo drukte in 1994 een stempel als voortrekker. De groep organiseerde dat jaar de eerste tentoonstelling ter wereld over jodendom en homoseksualiteit, in het Joods Historisch Museum in Amsterdam.
Vier jaar later organiseerde Sjalhomo tijdens de Gay Games wandelingen door de Jodenbuurt van Amsterdam, met daarna een sjabbatmaaltijd voor 120 personen. Dit programma bleek een groot succes. Maar in de jaren hierna ontstond conflict binnen het bestuur. In 2002 werd besloten de organisatie op te heffen.